# Be Not Nobody
Be Not Nobody es el álbum debut de la cantautora estadounidense Vanessa Carlton, lanzado el 30 de abril de 2002. Se lanzaron tres sencillos de donde se desprendió el éxito "A Thousand Miles"que alcanzó el #5 en el Billboard Hot 100.
El álbum Obtuvo mayoritariamente comentarios positivos,. Be Not Nobody fue disco de platino en Estados Unidos y también en Japón, donde vendió 200,000 copias. También alcanzó varios discos de oro en diferentes países del mundo, incluyendo el Reino Unido, Canadá y Australia. El álbum alcanzó la posición #5 en el Billboard  200

## Lista de canciones
1. "Ordinary Day" - 4:00
2. "Unsung" – 4:20
3. "A Thousand Miles" – 3:57
4. "Pretty Baby" – 3:55
5. "Rinse" – 4:31
6. "Sway" – 3:57
7. "Paradise" – 4:50
8. "Prince" – 4:09
9. "Paint It Black" (Mick Jagger, Keith Richards) – 3:30
10. "Wanted" – 3:55
11. "Twilight" – 4:49
12. "Twilight (Live)" Japan Bonus Track
13. "Wanted (Ripe Mix)" - 3:55 UK/Japan Bonus Track

## Rendimiento en listas y certificaciones
| País (Lista 2004-05) | Mejor posición |
| -------------------- | -------------- |
| Australia            | 13             |
| Austria              | 13             |
| Bélgica Flandes      | 17             |
| Bélgica Valonia      | 24             |
| Dinamarca            | 20             |
| Estados Unidos       | 5              |
| Francia              | 17             |
| Japón                | 17             |
| Noruega              | 33             |
| Nueva Zelanda        | 23             |
| Países Bajos         | 14             |
| Reino Unido          | 7              |
| Suecia               | 44             |
| Suiza                | 15             |

### Certificaciones
| Región      | Premiador | Certificación(es) |
| ----------- | --------- | ----------------- |
| Australia   | ARIA      | Oro               |
| Canadá      | CRIA      | Oro               |
| Reino unido | BPI       | Oro               |
| EE. UU.     | RIAA      | Platino           |
| Japón       | RIAJ      | Platino           |

### Sencillos
| Año  | Canción            | Posición más alta | Posición más alta |
| Año  | Canción            | UK                | Billboard Hot 100 |
| ---- | ------------------ | ----------------- | ----------------- |
| 2002 | «A Thousand Miles» | 6                 | 5                 |
| 2002 | «Ordinary Day»     | 53                | 30                |
| 2003 | «Pretty Baby»      | 94                | 101               |

- Datos: Q2319162